# Windows Fundamentals for Legacy PCs
Windows Fundamentals for Legacy PC (WinFLP) es un sistema operativo de Microsoft orientado a los clientes ligeros (también conocidos como thin-clients) u obsoletos. Se lanzó el 8 de julio de 2006.
La intención de Microsoft es la de proveer servicios básicos al hardware obsoleto, mediante un sistema operativo orientado a clientes ligeros, mientras mantiene gran parte de la tecnología usada en Windows XP SP2 (como es el Firewall, las actualizaciones automáticas, las políticas de grupo y otros servicios). Los usuarios podrán hacer uso de las aplicaciones empresariales, dejando que estas sean gestionadas en un servidor usando Escritorio remoto. Aunque esta versión de Windows no ofrezca el marcado telefónico o las conexiones VPN, sí permitirá el arranque remoto y el uso de terminales sin disco duro.
En 2011, Microsoft anunció que Windows Thin PC sería su sucesor.

## Mercado
Este sistema operativo constituye un acercamiento a un mercado en el que Microsoft tradicionalmente no ha tenido gran presencia, dominado por los derivados y clones de Unix (GNU/Linux, BSD, entre otros), o las soluciones de terceros (tales como los productos de Citrix). También pretende sustituir a la todavía amplia base de sistemas basados en Windows 9x (95, 98 y ME), ofreciendo un sistema moderno y reducido para funcionar en equipos de esas características, y lo suficientemente competitivo como para representar una opción a aquellos que habían optado por otros sistemas operativos.

## Características
Windows Fundamentals for Legacy PC está diseñado para sistemas antiguos (como primeras versiones del Pentium). Está disponible para clientes empresariales que quieren actualizarse a Windows XP por razones de seguridad, pero no pueden comprar hardware nuevo. Las aplicaciones están orientadas a la ejecución en Escritorio Remoto. Esta es una versión con menos complementos de Windows XP, modificada para funcionar con PCs de bajos recursos como Pentium II con 64 de RAM y 16 de V-RAM.

## Requisitos mínimos
- 64MB RAM (128MB Recomendado)
- Procesador Pentium 233 MHz (300 MHz Recomendado)
- 610MB HDD (1,2GB Recomendado)
- 800x600 de Resolución Mínima
- Tarjeta de red